# Facérok
A Facérok (eredeti címe: Singles), egy 1992-ben készült amerikai vígjáték-dráma film Cameron Crowe rendezésében, Bridget Fonda, Campbell Scott, Kyra Sedgwick és Matt Dillon főszereplésével.

## Szereplők
| Színész         | Szerep               | Magyar hang     |
| --------------- | -------------------- | --------------- |
| Bridget Fonda   | Janet Livermore      | Nyertes Zsuzsa  |
| Campbell Scott  | Steve Dunne          | Rékasi Károly   |
| Kyra Sedgwick   | Linda Powell         | Détár Enikő     |
| Sheila Kelley   | Debbie Hunt          | Kiss Erika      |
| Jim True-Frost  | David Bailey         | Bartucz Attila  |
| Matt Dillon     | Cliff Poncier        | Fekete Zoltán   |
| Bill Pullman    | Dr. Jeffrey Jamison  |                 |
| Ally Walker     | Pam                  | Dudás Eszter    |
| Eric Stoltz     | A pantomimes         |                 |
| Jeremy Piven    | Doug Hughley         | Dimulász Miklós |
| Tom Skerritt    | Weber (polgármester) | Garai Róbert    |
| Xavier McDaniel | Önmaga               | Varga Tamás     |

## Forgatás
A filmet 1991. március 11. és 1991. május 24. között forgatták Seattle-ben. Forgattak többek közt a Jimi Hendrix sírjánál, az azóta bezárt OK Hotel kávézójában, és a koncertjeleneteknek helyt adó, szintén bezárt, RKCNDY Bárban és a Desoto nevű szórakozóhelyen. Alice in Chains és a Soundgarden koncertjei is láthatók a filmben. A forgatás alatt Matt Dillon többnyire a Pearl Jam együttes basszusgitárosának, Jeff Amentnek a ruháit hordta. A filmben a kitalált Citizen Dick nevű zenekar tagjait, a Matt Dillon által megformált frontembert, Cliffet leszámítva, Pearl Jam együttes tagjai játszották és a Soundgarden frontembere, Chris Cornell is cameózik.

## Fogadtatás és bevétel
A Facérok kritikai fogadtatása pozitívnak mondható. A Rotten Tomatoes oldalán összegyűjtött kritikák alapján az ötvenkettő kritikusból negyvenegy pozitívan és tizenegy kritikus negatívan nyilatkozott a filmről.
A filmet 1992. február 18-án mutatták be az észak-amerikai mozik. Nyitóhétvégéjén bevételi szempontból az Államokban a harmadik helyen végzett, (ezzel lemaradt a második hete műsoron lévő Komputerkémek és a akkor debütáló Ron kapitány című filmek mögött), de megelőzte a szintén premier Férjek és feleségek és Vágyak csapdájában című filmeket. Összességében több mint 18 millió dollár értékben váltottak rá mozijegyet a világon.

## Filmzene
A filmzene 1992. június 30-án jelent meg az Epic Records gondozásában, és két és fél hónappal a film premierje előtt. A filmzene albumon az akkori seattle-i zenei élet jelentős együtteseinek (mint például az Alice in Chains, a Pearl Jam és a Soundgarden) számai hallhatók. A Pearl Jam két korábban kiadatlan száma is megtalálható filmzenén: (Breath és State of Love and Trust).
| 1.    | Would?                                           | Alice in Chains             | 3:27 |
| 2.    | Breath                                           | Pearl Jam                   | 5:25 |
| 3.    | Seasons                                          | Chris Cornell               | 5:45 |
| 4.    | Dyslexic Heart                                   | Paul Westerberg             | 4:28 |
| 5.    | The Battle of Evermore (live Led Zeppelin cover) | The Lovemongers             | 5:41 |
| 6.    | Chloe Dancer/Crown of Thorns                     | Mother Love Bone            | 8:16 |
| 7.    | Birth Ritual                                     | Soundgarden                 | 6:05 |
| 8.    | State of Love and Trust                          | Pearl Jam                   | 3:46 |
| 9.    | Overblown                                        | Mudhoney                    | 2:58 |
| 10.   | Waiting for Somebody                             | Paul Westerberg             | 3:25 |
| 11.   | May This Be Love                                 | The Jimi Hendrix Experience | 3:10 |
| 12.   | Nearly Lost You                                  | Screaming Trees             | 4:06 |
| 13.   | Drown                                            | The Smashing Pumpkins       | 8:17 |
| 64:49 |                                                  |                             |      |

### 2017-es újrakiadott bónusz számok
| #   | Cím                                   | Artist                                                    | Hossz |
| --- | ------------------------------------- | --------------------------------------------------------- | ----- |
| 1.  | Touch Me I'm Dick                     | Citizen Dick (Eddie Vedder, Stone Gossard and Jeff Ament) | 3:00  |
| 2.  | Nowhere But You                       | Chris Cornell                                             | 5:10  |
| 3.  | Spoon Man                             | Chris Cornell                                             | 3:35  |
| 4.  | Flutter Girl                          | Chris Cornell                                             | 6:23  |
| 5.  | Missing                               | Chris Cornell                                             | 5:33  |
| 6.  | Would? (live)                         | Alice In Chains                                           | 3:58  |
| 7.  | It Ain't Like That (live)             | Alice In Chains                                           | 4:44  |
| 8.  | Birth Ritual (live)                   | Soundgarden                                               | 5:27  |
| 9.  | Dyslexic Heart (acoustic)             | Paul Westerberg                                           | 3:42  |
| 10. | Waiting for Somebody (score acoustic) | Paul Westerberg                                           | 1:40  |
| 11. | Overblown (demo)                      | Mudhoney                                                  | 2:56  |
| 12. | Heart and Lungs                       | Truly                                                     | 4:20  |
| 13. | Six Foot Under                        | Blood Circus                                              | 3:51  |
| 14. | Singles Blues I                       | Mike McCready                                             | 1:54  |
| 15. | Blue Heart                            | Paul Westerberg                                           | 3:27  |
| 16. | Lost In Emily's Woods                 | Paul Westerberg                                           | 1:44  |
| 17. | Ferry Boat #3                         | Chris Cornell                                             | 4:59  |
| 18. | Score Piece #4                        | Chris Cornell                                             | 2:05  |

## Fordítás
- Ez a szócikk részben vagy egészben  a   Singles (1992 film) című angol Wikipédia-szócikk fordításán alapul.  Az eredeti cikk szerkesztőit annak laptörténete sorolja fel. Ez a jelzés csupán a megfogalmazás eredetét és a szerzői jogokat jelzi, nem szolgál a cikkben szereplő információk forrásmegjelöléseként.